# Макарашвили, Илья Сакварелович
Илья Сакварелович Макарашвили (1854—1912) — российский генерал-лейтенант, герой русско-турецкой войны 1877—1878 годов.

## Биография
Родился 1 декабря 1854 года. Начальное образование получил во Владимирской Киевской военной гимназии, после чего 11 августа 1872 года был принят в 1-е военное Павловское училище, из которого выпущен 7 августа 1874 года в 39-ю полевую артиллерийскую бригаду. В дальнейшем прошёл курс в Офицерской артиллерийской школе с отметкой «успешно».
Продолжая службу в 39-й артиллерийской бригаде, расположенной на Кавказе, Макарашвили последовательно получил чины подпоручика (25 октября 1875 года), поручика (9 декабря 1876 года) и штабс-капитана (20 сентября 1877 года) .
Принял участие в русско-турецкой войне 1877—1878 годов, сражался в Закавказье. Отличился в сражении на позициях Деве-Бойну, за что 23 декабря 1878 года был награждён орденом Св. Георгия 4-й степени :
За блистательное действие при наступлении 3-й батареи под огнём более 40 неприятельских орудий, укрытых за земляными укреплениями, при чём полубатарея штабс-капитана Макарашвили заставила замолчать более чем вдвое многочисленную турецкую артиллерию, а также за превосходную подготовку и поддержку штурма нашею пехотою неприятельских позиций на горе Деве-Бойну.
17 января 1880 года ему была пожалована Золотая сабля с надписью «За храбрость».
29 ноября 1882 года был произведён в капитаны, а 12 марта 1895 года — в подполковники с назначением на должность командира 1-й батареи 1-й гренадерской артиллерийской бригады. С 24 июля 1897 года командовал 1-й батареей Кавказской гренадерской артиллерийской бригады. Произведённый 13 октября 1898 года в полковники, Макарашвили тогда же был назначен командиром 1-го дивизиона Кавказской резервной артиллерийской бригады, с 5 октября 1902 года командовал 7-м мортирным артиллерийским полком. С 4 июня 1904 года был командующим 67-й артиллерийской бригадой, а с 30 сентября того же года был командующим 2-й Туркестанской артиллерийской бригадой. 6 декабря 1906 года был произведён в генерал-майоры и утверждён в занимаемой должности. С июля 1910 года командовал 52-й артиллерийской бригадой.
15 октября 1910 года произведён в генерал-лейтенанты и уволен в отставку с мундиром и пенсией. Скончался в 1912 году.

## Награды
Среди прочих наград Макарашвили имел ордена:
- Орден Святого Станислава 3-й степени с мечами и бантом (1877 год)
- Орден Святого Владимира 4-й степени с мечами и бантом (1878 год)
- Орден Святого Георгия 4-й степени (23 декабря 1878 года)
- Орден Святого Станислава 2-й степени с мечами (1879 год)
- Золотое оружие с надписью «За храбрость» (17 января 1880 года)
- Орден Святой Анны 2-й степени (1886 год)
- Орден Святого Владимира 3-й степени (1901 год)
- Орден Святого Станислава 1-й степени (1909 год)